# 1980年レークプラシッドオリンピックのクロスカントリースキー競技
1980年レークプラシッドオリンピックのクロスカントリースキー競技（1980ねんレークプラシッドオリンピックのクロスカントリースキーきょうぎ）は、2月14日から2月23日までアメリカ合衆国、ニューヨーク州のレークプラシッドで行われた。

## 競技結果

### 男子

#### 30km
- 1980年2月14日
- エントリー58人：完走52人
- Sports-Reference.com (Olympics) のアーカイブ (英語)
- 1980年レークプラシッドオリンピックのクロスカントリースキー競技 - Olympedia（英語）
- レークプラシッドオリンピック公式記録(PDF):P51-57

| 順位 | 名前                         | 国・地域     | 記録            |
| ---- | ---------------------------- | ------------ | --------------- |
| 1    | ニコライ・ジミャトフ         | ソビエト連邦 | 1時間27分02秒80 |
| 2    | ヴァシーリー・ロチェフ       | ソビエト連邦 | 1時間27分34秒22 |
| 3    | イワン・レバノフ             | ブルガリア   | 1時間28分03秒87 |
| 4    | トーマス・ワシュベリ         | スウェーデン | 1時間28分40秒35 |
| 5    | ユゼフ・ウシュツェック       | ポーランド   | 1時間29分03秒64 |
| 6    | マッティ・ピトカネン         | フィンランド | 1時間29分35秒03 |
| 7    | ユハ・ミエト                 | フィンランド | 1時間29分45秒08 |
| 8    | オヴェ・アウンリ             | ノルウェー   | 1時間29分54秒02 |
| 9    | アルフ＝ゲルト・デッケルト   | 東ドイツ     | 1時間30分05秒17 |
| 10   | ラーシュ＝エリク・エリクセン | ノルウェー   | 1時間30分34秒34 |
| 39   | 佐藤志郎                     | 日本         | 1時間35分52秒77 |

#### 15km
- 1980年2月15日
- エントリー63人：完走61人
- Sports-Reference.com (Olympics) のアーカイブ (英語)
- 1980年レークプラシッドオリンピックのクロスカントリースキー競技 - Olympedia（英語）
- レークプラシッドオリンピック公式記録(PDF):P61-66

| 順位 | 名前                         | 国・地域     | 記録       |
| ---- | ---------------------------- | ------------ | ---------- |
| 1    | トーマス・ワシュベリ         | スウェーデン | 41分57秒63 |
| 2    | ユハ・ミエト                 | フィンランド | 41分57秒64 |
| 3    | オヴェ・アウンリ             | ノルウェー   | 42分28秒62 |
| 4    | ニコライ・ジミャトフ         | ソビエト連邦 | 42分33秒96 |
| 5    | エフゲニー・ベルヤエフ       | ソビエト連邦 | 42分46秒02 |
| 6    | ユゼフ・ウシュツェック       | ポーランド   | 42分59秒03 |
| 7    | アレクサンドル・ザヴャロフ   | ソビエト連邦 | 43分00秒81 |
| 8    | ハッリ・キルヴェスニエミ     | フィンランド | 43分02秒01 |
| 9    | オッドヴァール・ブロー       | ノルウェー   | 43分05秒64 |
| 10   | ラーシュ＝エリク・エリクセン | ノルウェー   | 43分11秒51 |
| 43   | 佐藤志郎                     | 日本         | 46分15秒29 |

#### 4×10kmリレー
- 1980年2月20日
- エントリー10チーム：完走10チーム
- Sports-Reference.com (Olympics) のアーカイブ (英語)
- 1980年レークプラシッドオリンピックのクロスカントリースキー競技 - Olympedia（英語）
- レークプラシッドオリンピック公式記録(PDF):P70-72

| 順位 | 名前                                                                                              | 国・地域         | 記録            |
| ---- | ------------------------------------------------------------------------------------------------- | ---------------- | --------------- |
| 1    | ヴァシーリー・ロチェフ ニコライ・バジューコフ エフゲニー・ベルヤエフ ニコライ・ジミャトフ         | ソビエト連邦     | 1時間57分03秒46 |
| 2    | ラーシュ＝エリク・エリクセン ペール＝クヌート・オーラント オヴェ・アウンリ オッドヴァール・ブロー | ノルウェー       | 1時間58分45秒77 |
| 3    | ハッリ・キルヴェスニエミ ペンティ・テウラヤルヴィ マッティ・ピトカネン ユハ・ミエト               | フィンランド     | 2時間00分00秒18 |
| 4    | ペーター・ツィフェル ウォルフガング・ミューラー ディーター・ノッツ ヨッヒェン・ベーレ             | 西ドイツ         | 2時間00分22秒74 |
| 5    | スヴェン＝オーケ・ルンベック トーマス・エリクソン ベニー・コールベリ トーマス・ワシュベリ         | スウェーデン     | 2時間00分42秒71 |
| 6    | マウリーリョ・デ・ゾルト ベネデット・カーラーラ ジュリオ・カピターニョ ジョルジョ・ヴァンツェッタ | イタリア         | 2時間01分09秒93 |
| 7    | ハンズリ・クロイツァー コンラット・ハーレンバルター エドワート・ハウザー アガウデンツ・アンブール | スイス           | 2時間03分36秒57 |
| 8    | ビル・コーチ ティム・コールドウェル ジェームス・ガランス スタン・デュークリー                     | アメリカ合衆国   | 2時間04分12秒17 |
| 9    | フランチシェック・シモン ヒロス・ベクヴァー イリ・スヴァブ イリ・ベラン                           | チェコスロバキア | 2時間04分18秒66 |
| 10   | ポール・フラジー ジェラール・デュラン＝プーレ ミシェル・ティエリー ジャン＝ポール・ピエラー       | フランス         | 2時間08分43秒61 |

#### 50km
- 1980年2月23日
- エントリー47人：完走37人
- Sports-Reference.com (Olympics) のアーカイブ (英語)
- 1980年レークプラシッドオリンピックのクロスカントリースキー競技 - Olympedia（英語）
- レークプラシッドオリンピック公式記録(PDF):P75-82

| 順位 | 名前                         | 国・地域     | 記録            |
| ---- | ---------------------------- | ------------ | --------------- |
| 1    | ニコライ・ジミャトフ         | ソビエト連邦 | 2時間27分24秒60 |
| 2    | ユハ・ミエト                 | フィンランド | 2時間30分20秒52 |
| 3    | アレクサンドル・ザヴャロフ   | ソビエト連邦 | 2時間30分51秒52 |
| 4    | ラーシュ＝エリク・エリクセン | ノルウェー   | 2時間30分53秒02 |
| 5    | セルゲイ・サヴェリャエフ     | ソビエト連邦 | 2時間31分15秒85 |
| 6    | エフゲニー・ベルヤエフ       | ソビエト連邦 | 2時間31分21秒19 |
| 7    | オッドヴァール・ブロー       | ノルウェー   | 2時間31分46秒83 |
| 8    | スヴェン＝オーケ・ルンベック | スウェーデン | 2時間31分59秒65 |
| 9    | アスコ・アウティオ           | フィンランド | 2時間32分25秒57 |
| 10   | フランス・レングーリ         | スイス       | 2時間33分27秒56 |
| 37   | 佐藤志郎                     | 日本         | 2時間48分33秒02 |

### 女子

#### 10km
- 1980年2月18日
- エントリー38人：完走38人
- Sports-Reference.com (Olympics) のアーカイブ (英語)
- 1980年レークプラシッドオリンピックのクロスカントリースキー競技 - Olympedia（英語）
- レークプラシッドオリンピック公式記録(PDF):P67-69

| 順位 | 名前                           | 国・地域         | 記録       |
| ---- | ------------------------------ | ---------------- | ---------- |
| 1    | バーバラ・ペッツォルト         | 東ドイツ         | 30分31秒54 |
| 2    | ヒルッカ・リーヒブオリ         | フィンランド     | 30分35秒05 |
| 3    | ヘレナ・タカロ                 | フィンランド     | 30分45秒25 |
| 4    | ライサ・スメタニナ             | ソビエト連邦     | 30分54秒48 |
| 5    | ガリナ・クラコワ               | ソビエト連邦     | 30分58秒46 |
| 6    | ニナ・バルディチェワ           | ソビエト連邦     | 31分22秒93 |
| 7    | マーリス・ロストック           | 東ドイツ         | 31分28秒79 |
| 8    | フェロニカ・ヘッセ             | 東ドイツ         | 31分29秒14 |
| 9    | クヴェトスラヴァ・イェリオヴァ | チェコスロバキア | 31分29秒55 |
| 10   | エヴァ・オルソン               | スウェーデン     | 31分36秒08 |

#### 5km
- 1980年2月15日
- エントリー38人：完走38人
- Sports-Reference.com (Olympics) のアーカイブ (英語)
- 1980年レークプラシッドオリンピックのクロスカントリースキー競技 - Olympedia（英語）
- レークプラシッドオリンピック公式記録(PDF):P58-60

| 順位 | 名前                           | 国・地域         | 記録       |
| ---- | ------------------------------ | ---------------- | ---------- |
| 1    | ライサ・スメタニナ             | ソビエト連邦     | 15分06秒92 |
| 2    | ヒルッカ・リーヒブオリ         | フィンランド     | 15分11秒96 |
| 3    | クヴェトスラヴァ・イェリオヴァ | チェコスロバキア | 15分23秒44 |
| 4    | バーバラ・ペッツォルト         | 東ドイツ         | 30分31秒54 |
| 5    | ニナ・バルディチェワ           | ソビエト連邦     | 15分29秒03 |
| 6    | ガリナ・クラコワ               | ソビエト連邦     | 15分29秒58 |
| 7    | フェロニカ・ヘッセ             | 東ドイツ         | 15分31秒83 |
| 8    | ヘレナ・タカロ                 | フィンランド     | 15分32秒12 |
| 9    | マーリス・ロストック           | 東ドイツ         | 15分36秒28 |
| 10   | レナ・カールゾン＝ルンベック   | スウェーデン     | 15分43秒04 |

#### 4×5kmリレー
- 1980年2月21日
- エントリー8チーム：完走8チーム
- Sports-Reference.com (Olympics) のアーカイブ (英語)
- 1980年レークプラシッドオリンピックのクロスカントリースキー競技 - Olympedia（英語）
- レークプラシッドオリンピック公式記録(PDF):P73-74

| 順位 | 名前                                                                                                | 国・地域         | 記録            |
| ---- | --------------------------------------------------------------------------------------------------- | ---------------- | --------------- |
| 1    | マーリス・ロストック カローラ・アンディング フェロニカ・ヘッセ バーバラ・ペッツォルト               | 東ドイツ         | 1時間02分11秒10 |
| 2    | ニナ・バルディチェワ ニナ・ロチェワ ガリナ・クラコワ ライサ・スメタニナ                             | ソビエト連邦     | 1時間03分18秒30 |
| 3    | ブリット・ペテルセン アネッテ・ボーエ マリット・ミルマル ベリト・アウンリ                           | ノルウェー       | 1時間04分13秒50 |
| 4    | ダグマル・パレチコヴァ ガブリエラ・スヴォボドヴァ ブランカ・パウルー クヴェトスラヴァ・イェリオヴァ | チェコスロバキア | 1時間04分31秒39 |
| 5    | マルヤ・アウロマ マルヤ＝リーサ・ハマライネン ヘレナ・タカロ ヒルッカ・リーヒブオリ                 | フィンランド     | 1時間04分41秒28 |
| 6    | マリエ・ヨハンソン カリン・ランベリ＝スコーギ エヴァ・オルソン レナ・カールゾン＝ルンベック         | スウェーデン     | 1時間05分16秒32 |
| 7    | アリソン・オーウェン＝スペンサー ベス・パクソン レスリー・バンクロフト リン・スペンサー＝ガランス   | アメリカ合衆国   | 1時間06分55秒41 |
| 8    | アンジェラ・シュミット シャーリー・フィース エッシャー・ミラー ジョアン・グルースユーセン           | カナダ           | 1時間07分45秒75 |

## 各国メダル数
| 順 | 国・地域         | 金 | 銀 | 銅 | 計 |
| -- | ---------------- | -- | -- | -- | -- |
| 1  | ソビエト連邦     | 4  | 2  | 1  | 7  |
| 2  | 東ドイツ         | 2  | 0  | 0  | 2  |
| 3  | スウェーデン     | 1  | 0  | 0  | 1  |
| 4  | フィンランド     | 0  | 4  | 2  | 6  |
| 5  | ノルウェー       | 0  | 1  | 2  | 3  |
| 6  | チェコスロバキア | 0  | 0  | 1  | 1  |
| 6  | ブルガリア       | 0  | 0  | 1  | 1  |